# (8504) 1990 YC
1990 واي سي (ويعرف أيضًا باسم (8504) 1990 واي سي وفق تسمية الكوكب الصغير) (بالإنجليزية: 1990 YC)‏ هو كويكب ضمن حزام الكويكبات؛ وترتيبه 8504 من حيث الاكتشاف.
اكتُشف هذا الجُرم الفلكي بواسطة هيروشي كانيدا في 17 ديسمبر 1990.

## وصلات خارجية
- (8504) 1990 YC في قاعدة بيانات مختبر الدفع النفاث لأجرام النظام الشمسي الصغيرة

- الاكتشاف · مخطط المدار ·  العناصر المدارية · المعلمات المادية

- (8504) 1990 YC على موقع ويكي سكاي: DSS2, SDSS, GALEX, IRAS, Hydrogen α, X-Ray, Astrophoto, Sky Map, Articles and images